# 卵叶铁角蕨
卵叶铁角蕨（学名：Asplenium rutamuraria）也称银杏叶铁角蕨、疏羽铁角蕨，为铁角蕨科铁角蕨属下的一个种。